# Mycetophila conifera
Mycetophila conifera är en tvåvingeart som beskrevs av Freeman 1951. Mycetophila conifera ingår i släktet Mycetophila och familjen svampmyggor. Inga underarter finns listade i Catalogue of Life.